# Irbenski
Koordinaten: 54° 42′ 21,8″ N, 20° 30′ 12,6″ O
Die Irbenski (russisch Плавучий маяк «Ирбенский» Plawutschi majak «Irbenski») ist ein außer Dienst gestelltes Feuerschiff, das heute als Museumsschiff in Kaliningrad liegt. Es war das letzte bemannte Feuerschiff der Welt.

## Vorgeschichte
Die Irbenstraße ist der Haupt-Seeweg, der die Ostsee mit dem Rigaer Meerbusen verbindet. In der Zufahrt gibt es zahlreiche Sandbänke und Untiefen, die die Navigation erschweren. Die gefährlichste von ihnen ist Michailowskaja (russisch Михайловская). Sie wurde bereits 1749 von Mitschman M. I. Rjabinin entdeckt. Die Seeleute hatten lange Zeit um den Bau eines Leuchtturms an diesem Ort ersucht, der Bau war jedoch mit den Mitteln der Zeit technisch undurchführbar. Seit dem 19. Jahrhundert wurden im Bereich der Irbenstraße Feuerschiffe eingesetzt, aber es war nur ein Kompromiss. Seit 1928 war das Feuerschiff Лайма (lettisch Laima; Laima, die Glücksgöttin) an der Irbenstraße stationiert. Es handelte sich dabei um das deutsche Feuerschiff Bürgermeister Abendroth, welches während des Ersten Weltkriegs 1918 deutscherseits in die Irbenstraße verlegt worden war. Das Schiff (Baujahr 1899, Hamburg) verblieb nach 1918 vor Ort und wurde modernisiert. 1944 konfiszierten die Deutschen das Schiff und schleppten es „Heim ins Reich“. Die Laima sank jedoch bei der Überführung in der Nähe von Swinemünde.
In den 1950er Jahren nahmen das Frachtvolumen und die Tonnage der Schiffe zu, die über die Irbenstraße in den Handelshafen von Riga fuhren. Die Navigation in der gefährlichen Meerenge erwies sich als unzureichend für sicheren Seeverkehr, was sich auf die Fracht- und Versicherungskosten ausländischer Schiffe auf der Route auswirkte.

## Merkmale

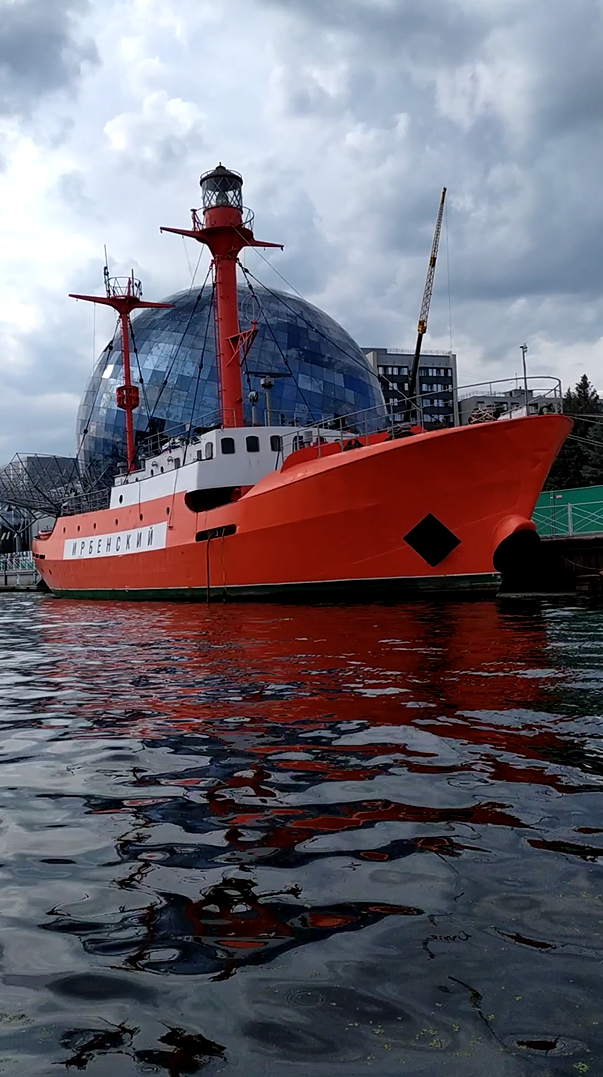
Irbenski vor dem „Planet Ozean“

Daher wurden zwischen 1961 und 1962 im Auftrag der UdSSR auf der Werft „Oy Laivateollisuus Ab“ in Turku (Finnland) zwei Feuerschiffe der Baureihe 852T gebaut. Das erste, Астраханский-приёмный (Astrachanski-Prijomny, deutsch Astrachan-Empfang), wurde im Kaspischen Meer eingesetzt, das zweite, Ирбенский (Irbenski), in der gleichnamigen Irbenstraße verankert. Es waren die letzten zwei bemannten Feuerschiffsneubauten der Welt.
Da das Schiff von Anfang an als Feuerschiff konzipiert wurde, war es ein sehr spezifisches Projekt, bei dem der Autonomie und dem Komfort des Schiffs besondere Aufmerksamkeit geschenkt wurde, da es acht bis neun Monate in beträchtlicher Entfernung von der Küste auf seiner Station verbringen sollte. Das Schiff ist durch sieben wasserdichte Schotte unterteilt. Die Schwimmfähigkeit des Schiffes ist noch gewährleistet, wenn zwei der acht benachbarten Abteile geflutet werden. Die Brennstoffvorräte betrugen 90 Tonnen, was einen 10-tägigen Betrieb des Hauptmotors und einen 120-tägigen Betrieb des Dampf- und Stromgenerators ermöglichte. Die Räume wurden mit einem Diesel-Dampferzeuger beheizt. Für die Besatzung an Bord gab es 46 m³ Trinkwasser, eine 850-kg-Tiefkühlanlage, ein Lebensmittel- und Getränkelager, die eine Einsatzdauer von bis zu 50 Tagen ermöglichten. Für typisch russische Bedürfnisse war an Bord eine Banja eingerichtet. Auf dem Deck wurde ein Drehkran installiert, der für eine Last von zwei Tonnen ausgelegt war. Es gab ein Motorbeiboot und zwei Ruderrettungsboote. Die regelmäßige Versorgung mit allem Notwendigen und der Wechsel der Besatzungsmitglieder erfolgte auf dem Seeweg von Ventspils aus.
Der Leuchtfeuermast war in Form eines Metallrohrs mit Leitern innen und außen ausgeführt. Die Höhe des weißen Feuers der Laterne von Firma AGA lag bei 17,5 m über dem Meeresspiegel, die Reichweite betrug 12 sm (22,2 km). Die Fresnel-Linse hatte einen Durchmesser von einem halben Meter, 250 mm Brennweite und wurde durch ein Pendelsystem horizontal gehalten. Zu diesem Zweck befanden sich drei Rohre im Mast, durch die die Kabel fast bis zum Kiel gespannt waren und die Optik bei rauer See ausbalancierten. In Notsituationen brannte am Leuchtturm ein rotes Licht. Das Feuerschiff war außerdem mit einem Nautophon LIEZH-300 von AGA zur Erzeugung von Schall- oder Nebelsignalen ausgerüstet. Es informierte Schiffe in einem Umkreis von 4 sm (7,4 km) über die Position des Leuchtfeuers mit einem tiefen Ton, der von vier Hörnern abgegeben wurde, die am Achtermast montiert waren. Das in Russland hergestellte Funkfeuer MPM-54 verwendete eine 15-Meter-Drahtantenne, die zwischen den Masten gespannt war, um ein Nebelsignal "PM" im Morsecode über eine Entfernung von 15 sm (27,8 km) zu übertragen. Durch die Laufzeitdifferenz zwischen dem Ton- und Funksignal konnten die Schiffe, die die Meerenge passierten, schnell und recht genau den Abstand zum Feuerschiff und damit auch grob ihre Position bestimmen. Es gab eine Haupt- und Reserveausrüstung für die Zweiwege-Funkkommunikation, einen Funkpeiler, Echolot und Radar.

## Betrieb
Zum ersten Mal wurde das Feuerschiff Irbenski am 2. August 1962 auf Position gebracht und am 19. Januar 1963 wieder abgezogen. Seit dem 5. Mai 1963 war Irbenski konstant auf 57° 51′ N, 21° 27′ O positioniert. Der 24-jährige Dienst an der Michailowskaja-Sandbank verlief relativ reibungslos. Das Feuerschiff wurde jährlich von April bis Mai positioniert und je nach Eisbedingungen von Januar bis Februar entfernt. Wegen des starken Eisgangs war ein durchgehender Betrieb im Winter nicht möglich. In dieser Zeit wurde das Schiff in Ventspils (deutsch Windau) oder Liepāja (deutsch Liebau) gewartet. Alle zwei Jahre wurde eine Motorüberholung durchgeführt, für die das Schiff in ein Trockendock gebracht wurde.
Obwohl die „Irbenski“ für die Durchführung eines Lotsen-Dienstes ausgerüstet war, war dieser Dienst nie in Betrieb.
Es gab nur zwei bedeutende Zwischenfälle: Im November 1969 brach die Kette der 2,5-Tonnen-Verankerung bei einem Sturm und im Januar 1983 musste der gebrochene Nautophonmast zusammen mit dem Nautophon selbst ersetzt werden.

## Betriebsaufgabe
1985 wurde der Leuchtturm Irbenstraße gebaut und das Feuerschiff beendete 1986/87 seinen Einsatz. Nach zweijähriger Reparatur in Liepāja wurde es 1989 in Вентспилс (Ventspils) umbenannt und zur Sicherung der dortigen Hafenzufahrt eingesetzt. Von 1989 bis 1991 riss das Feuerschiff jedoch viermal vom Anker und musste durch eine Boje der Eisklasse ersetzt werden. Damit endete endgültig der Leuchtfeuerdienst dieses Schiffes, da die Wartung zu teuer geworden war.
In den Jahren 1993–1994 wurde die Irbenski als Teil der aus Lettland abgezogenen russischen Militärausrüstung nach Baltijsk und dann nach Lomonossow geschleppt, um sie für 15 Jahre der 607. Abteilung hydrografischer Schiffe (russisch 607-ое Отдельное дивизион гидрографических судов (ОДнГС); 607-oe Otdelnoe diwision gidrografitscheskich sudow) zu unterstellen. Die Irbenski lag am Kai und diente als Wache des Bataillonshauptquartiers. Es gab verschiedene Gedanken über ihre weitere Verwendung. Vor dem Transfer nach Baltijsk wurde die Idee geäußert, Lettland zusammen mit der Last seiner Instandhaltung ein unnötiges Schiff zu hinterlassen. Es wurde vorgeschlagen, aus der Irbenski ein Denkmal, ein Trainingsschiff und sogar ein Kasino zu machen. Man wollte den Mast mit der Laterne demontieren, um sie als Leuchte am Ufer zu verwenden.
Im Jahr 2009 wurde es von der Marine ausgemustert und als Schrott zu einem Preis von etwas über einer Million Rubel versteigert. Aber gleichzeitig begann der Kampf um die Rettung des Schiffes, nachdem es Thema der Medien geworden war. Bis zum Jahr 2008 war ein Teil der Ausrüstung bereits entfernt worden.

## Museumsexponat
2010 wurde die Irbenski zum Thema auf der Konferenz „The Maritime Heritage of Russia“. Das aufgegebene Schiff befand sich in Lomonossow und Kronstadt sollte es übernehmen. Aber fünf Jahre vergingen und das Problem wurde nicht gelöst: In Sankt Petersburg, Lomonossow und Kronstadt war kein Platz dafür. Das Schiff verfiel zunehmend. Doch plötzliches Medieninteresse und Aufmerksamkeit des Publikums retteten die verbliebenen Reste vor dem Verschrotten, nur die Finanzierung war weiterhin ungesichert. Nach einigen Jahren übernahm das Museum der Weltmeere das Feuerschiff als neues Exponat und schaffte es darüber hinaus, das Schiff zu einem maritimen Erbe Russlands zu erklären und die Finanzierung einer Reparatur zu sichern. Am 29. Oktober 2017 verlegten zwei Schlepper das Feuerschiff Irbenski auf die Werft Kronstadt. Heute ist die restaurierte Irbenski Bestandteil der Ausstellungen im „Museum der Weltmeere“ in Kaliningrad.